# Backaryd

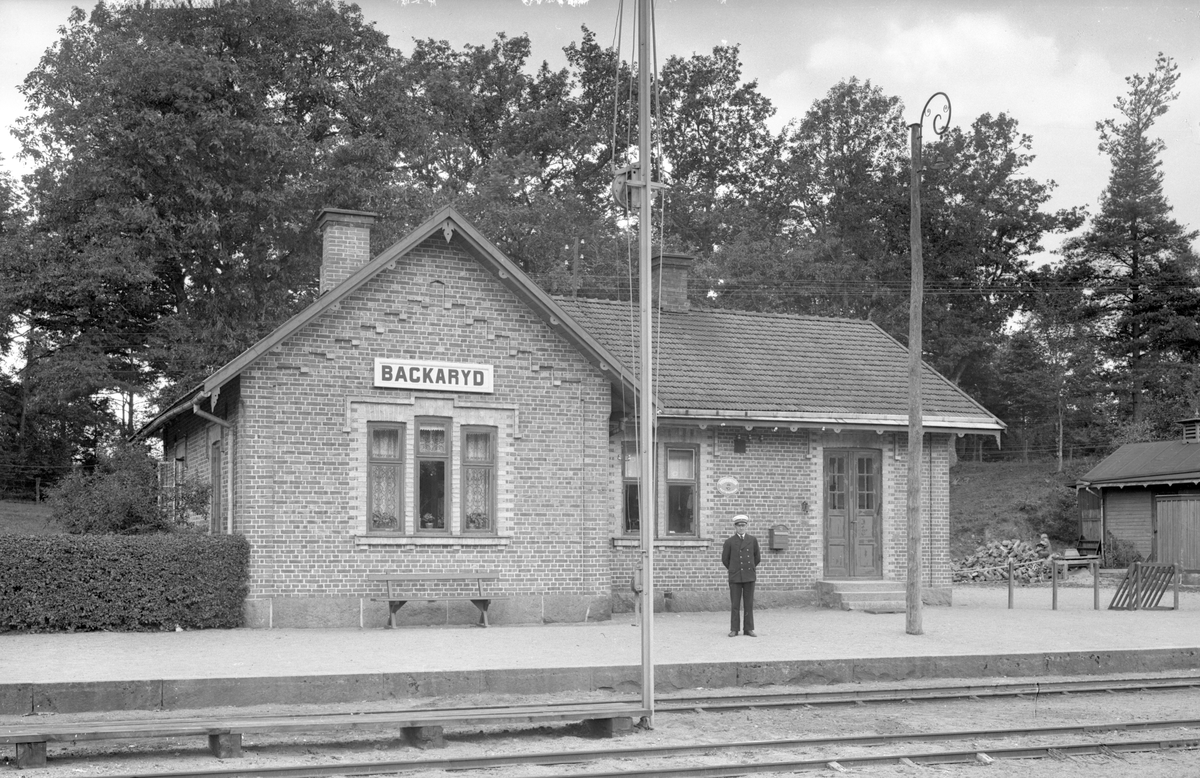
Backaryds järnvägsstation vid den smalspåriga Bredåkra-Tingsryds Järnväg fotograferad 1940. Foto ur Järnvägsmuseets samlingar.

Backaryd är en tätort i Ronneby kommun, Backaryds socken i Blekinge län, belägen 17 kilometer norr om kommunens huvudort Ronneby. Backaryd var tidigare en stationsort vid den smalspåriga Bredåkra–Tingsryds Järnväg mellan Ronneby och Tingsryd.

## Befolkningsutveckling
| Befolkningsutvecklingen i Backaryd 1960–2020 | Befolkningsutvecklingen i Backaryd 1960–2020 | Befolkningsutvecklingen i Backaryd 1960–2020 | Befolkningsutvecklingen i Backaryd 1960–2020 | Befolkningsutvecklingen i Backaryd 1960–2020 |
| -------------------------------------------- | -------------------------------------------- | -------------------------------------------- | -------------------------------------------- | -------------------------------------------- |
|                                              |                                              |                                              |                                              |                                              |
| År                                           |                                              |                                              | Folkmängd                                    | Areal (ha)                                   |
| 1960                                         | 1960                                         |                                              | 364                                          |                                              |
| 1965                                         | 1965                                         |                                              | 384                                          |                                              |
| 1970                                         | 1970                                         |                                              | 354                                          |                                              |
| 1975                                         | 1975                                         |                                              | 386                                          |                                              |
| 1980                                         | 1980                                         |                                              | 435                                          |                                              |
| 1990                                         | 1990                                         |                                              | 401                                          | 67                                           |
| 1995                                         | 1995                                         |                                              | 440                                          | 67                                           |
| 2000                                         | 2000                                         |                                              | 418                                          | 67                                           |
| 2005                                         | 2005                                         |                                              | 399                                          | 67                                           |
| 2010                                         | 2010                                         |                                              | 365                                          | 67                                           |
| 2015                                         | 2015                                         |                                              | 386                                          | 71                                           |
| 2020                                         | 2020                                         |                                              | 374                                          | 70                                           |
|                                              |                                              |                                              |                                              |                                              |

## Näringsliv
Här finns Backarydsgruppen: Företaget består av moderbolaget Karosseriverken I Urbanusson AB dotterbolagen U-Lift AB, Euro-Lans Ambulanser AB och Prototypcenter. Backarydsgruppen  omsatte 200 MKr år 2005 och har 130 anställda.
Pahne Textil AB är en strumptillverkare med anor.

## Idrott
Här finns BSK - Backaryds Sportklubb.